# 喜头镇
喜头镇，是中华人民共和国贵州省遵义市仁怀市下辖的一个乡镇级行政单位。

## 行政区划
喜头镇下辖以下地区：
喜头社区、双丰村、米江村、中心村、联合村、卫星村和共和村。